# Manuel de lecture
Un manuel de lecture est un ouvrage pédagogique, souvent utilisé à l'école, pour l'apprentissage et l'enseignement de la lecture.

## Français

### Le Tour de la France par deux enfants(1877)
Le Tour de la France par deux enfants est un manuel scolaire de lecture d'Augustine Fouillée-Tuillerie, publié sous le pseudonyme de G. Bruno en 1877.
Paru aux éditions Belin, ce manuel sert à l'origine pour l'apprentissage de la lecture du cours moyen des écoles de la IIIe République,. « Livre de lecture courante », il est vendu à toutes les écoles, publiques ou religieuses, ainsi qu'aux collectivités locales ou associations diverses. Son succès est tel qu’il atteint un tirage de 7,4 millions d'exemplaires en 1914, année qui le voit passer le cap des 400 éditions. Il sera utilisé jusque dans les années 1950.

### Méthode Boscher(1906)
La Méthode Boscher, plus connue sous le nom de la Méthode Boscher ou la Journée des tout petits, est un célèbre ouvrage de méthode de lecture édité pour la première fois en 1906 (aujourd’hui édité chez Belin).
Les auteurs sont Mathurin Boscher, instituteur dans les Côtes-du-Nord ; V. Boscher, institutrice ; et J. Chapron, instituteur.

### Contes des cent un matins(1930)
Les Contes des cent un matins constituent un recueil de contes écrits par Ernest Pérochon, ancien instituteur et lauréat de l'Académie Goncourt. Publié en 1930 chez Delagrave et illustré (en noir et blanc) par Raylambert, ce recueil a par la suite fait l'objet de rééditions et a servi de manuel de lecture destiné au Cours élémentaire et au Cours Moyen « 1er degré ».
Ces contes sont rédigés dans un style très alerte, faisant usage du rythme et d'assonances, et entrecoupés de chansons en rapport avec les contes. Ils comportent généralement un aspect moralisateur, souvent aussi humoristique ; certains d'entre eux (À Paris, tout en gris ; Avec le pêcheur de poissons fous...) sont davantage des récits que de véritables contes. Le narrateur n'hésite pas à se représenter lui-même dans l'histoire à l'occasion. Dans l'édition de 1950, les textes sont accompagnés de petits exercices et de « mots expliqués ».

### Lectures actives(1949-1957)
Lectures actives est une série de manuels de lecture réalisés par Germaine et Maurice Duru, respectivement directrice d'école et inspecteur de l'enseignement primaire, et utilisés dans les années 1950 et 1960 dans bon nombre d'écoles primaires françaises.

### Toute une année de lecture(1958-1961)
Toute une année de lecture est un manuel de lecture réalisé par A. Andrieux et utilisé autour de 1960 dans bon nombre d'écoles primaires françaises.